# Maddie Lymburner
Maddie Lymburner (* 14. November 1995 in Waterdown, Ontario) ist eine kanadische Fitnessbloggerin.

## Leben
Lymburner begann mit drei Jahren als Leistungstänzerin. Während ihrer Schulzeit arbeitete sie in einem Nebenjob in einem Supermarkt in Hamilton. Nach ihrem Abschluss 2013 arbeitete sie in diesem Supermarkt zunächst in Vollzeit. Im September 2016 hatte sie genug Ersparnisse, um mit ihrem damaligen Freund Kyle Fraser eine Weltreise nach Thailand, Bali, Australien und Hawaii zu machen. Zu dieser Zeit hat sie täglich Inhalte über ihre Ernährung und die Reise hochgeladen, womit ihr Kanal erstmalig an Popularität gewann. Ihre Karriere als Leistungstänzerin hatte sie zu diesem Zeitpunkt bereits beendet.
Nach ihrer Beziehung mit Kyle Fraser, ist sie heute (Stand: Januar 2022) mit Chris Hartwig zusammen. Lymburner hat zwei Brüder.
Maddie Lymburners Vermögen wird (Stand: Januar 2022) auf 212.000 bis 1,27 Mio. € geschätzt.

## Kanal "MadFit"
Der Kanal "MadFit" wurde von Maddie Lymburner am 2. März 2018 auf YouTube gegründet, um effektive Workouts für Leute, die wenig Motivation und/oder Zeit haben, bereitzustellen.
Am 27. September 2012 gründete Lymburner den Kanal "Maddie Lymburner", auf dem sie zunächst über ihre Ernährung, Vlogs und Rezepte postet. Im April 2017 verdienten Maddie und ihr Freund Kyle im Monat durch Werbeeinnahmen bereits ＄1000, weshalb sie anfingen mehr Zeit und Energie in den Kanal zu investieren. Sechs Jahre nachdem sie den Kanal "Maddie Lymburner" eröffnet hat, gründete sie am 2. März 2018 den Kanal "MadFit", mit dem Ziel effektive Workouts für Leute, die wenig Motivation oder Zeit haben, bereitzustellen. Während eines Trainings hatte Lymburner die Idee, ein Tanzworkout zu drehen. Somit erschien am 10. Mai 2019 ihr erstes Tanzworkout zu "I don't care" von Justin Bieber ft. Ed Sheeran. Während der Corona-Pandemie erhielt der Kanal "MadFit" einen erheblichen Schub. Da die Fitnessstudios geschlossen haben, trainierten die Menschen von Zuhause aus. Die Abonnenten von MadFit griffen dabei auf ihre Videos zurück. Am 1. Dezember 2020 wurde Lymburner von YouTube zum "Top Canadian Creator" und "Top Breakout Canadian Creator" ernannt. Heute (Stand: November 2024) hat der Kanal MadFit 9,96 Millionen Abonnenten und 641 Workouts hochgeladen.

## MadFit-App
Am 22. Juli 2021 brachte Lymburner gemeinsam mit ihrem Team die MadFit-App auf den Markt. Die App beinhaltet Fitnessprogramme, Rezepte und einen individuellen Ernährungsplan, um die eigenen Fitnessziele zu erreichen.